# Лоялтон (Каліфорнія)
Лоялтон (англ. Loyalton) — місто (англ. city) в США, в окрузі Сьєрра штату Каліфорнія. Населення — 740 осіб (2020).

## Географія
Лоялтон розташований за координатами 39°40′37″ пн. ш. 120°14′41″ зх. д. / 39.67694° пн. ш. 120.24472° зх. д. (39.676855, -120.244811).  За даними Бюро перепису населення США в 2010 році місто мало площу 0,92 км², уся площа — суходіл.

## Демографія
Згідно з переписом 2010 року, у місті мешкало 769 осіб у 308 домогосподарствах у складі 210 родин. Густота населення становила 835 осіб/км².  Було 371 помешкання (403/км²).
Расовий склад населення:
| - 91,2 % — білих - 2,7 % — корінних американців - 0,3 % — чорних або афроамериканців - 2,6 % — осіб інших рас |

До двох чи більше рас належало 3,3 %. Частка іспаномовних становила 14,0 % від усіх жителів.
За віковим діапазоном населення розподілялося таким чином: 20,3 % — особи молодші 18 років, 60,1 % — особи у віці 18—64 років, 19,6 % — особи у віці 65 років та старші. Медіана віку мешканця становила 46,2 року. На 100 осіб жіночої статі у місті припадало 101,3 чоловіків;  на 100 жінок у віці від 18 років та старших — 98,4 чоловіків також старших 18 років.
Середній дохід на одне домашнє господарство  становив 45 947 доларів США (медіана — 40 563), а середній дохід на одну сім'ю — 50 724 долари (медіана — 42 059). Медіана доходів становила 44 545 доларів для чоловіків та 30 089 доларів для жінок. За межею бідності перебувало 16,3 % осіб, у тому числі 36,6 % дітей у віці до 18 років та 12,6 % осіб у віці 65 років та старших.
Цивільне працевлаштоване населення становило 320 осіб. Основні галузі зайнятості: освіта, охорона здоров'я та соціальна допомога — 19,1 %, публічна адміністрація — 16,3 %, будівництво — 14,1 %, роздрібна торгівля — 13,4 %.